# Tres Cruces (Jujuy)
Tres Cruces è un comune (comisión municipal in spagnolo) dell'Argentina, appartenente alla provincia di Jujuy, nel dipartimento di Humahuaca. È posto a 118 km dalla capitale provinciale di San Salvador de Jujuy, a 3.693 metri d'altitudine.
In base al censimento del 2001, nel territorio comunale dimorano 456 abitanti, con una diminuzione del 68,2% rispetto al censimento precedente (1991). Di questi abitanti, il 50,87% sono donne e il 49,12% uomini. Nel 2001 la sola città di Tres Cruces, sede municipale, contava 431 abitanti.